# 22251 Eden
22251 Eden este o planetă minoră (asteroid) din centura de asteroizi. A fost descoperită pe 2 septembrie 1978 la Observatorul La Silla de Claes-Ingvar Lagerkvist⁠(d). 
Obiectul prezintă o orbită caracterizată de o semiaxă mare de 2,279437 UAi, o excentricitate de 0,17, o înclinație de 5,93218 ° în raport cu ecliptica.